# Calpurni Galerià
Calpurni Galerià (en llatí Calpurnius Galerianus) va ser fill de Gai Calpurni Pisó, que va conspirar contra Neró i es va suïcidar. Formava part de la gens Calpúrnia.
Va ser adoptat per l'emperador Galba quan va pujar al tron l'any 69. Galerià era massa jove per participar en els enfrontaments entre Galba, Otó, Vitel·li i Vespasià. Però el seu noble naixement i la seva joventut i popularitat van despertar la gelosia del prefecte de Vespasià Licini Mucià. Galerià va ser detingut a Roma, conduït per una guàrdia nombrosa i molt armada durant quaranta milles per la via Àpia, portat a una fortalesa i executat injectant-li verí.